# Yarrella
Yarrella ist eine Gattung kleiner Tiefseefische aus der Ordnung Maulstachler (Stomiiformes), die im tropischen Atlantik und im tropischen östlichen Pazifik vorkommt. Die Fische leben in Tiefen von 350 bis 1000 Metern.

## Merkmale
Yarrella-Arten haben einen schlanken, langgestreckten Körper. Ihre Augen sind normal entwickelt. Der Körper ist mit mehreren Reihen kleiner Leuchtorgane ausgestattet. Leuchtorgane befinden sich auch am Isthmus und auf der Schwanzflossenbasis. Die Basis ihrer Afterflosse ist viel länger als die Basis der Rückenflosse. Die Afterflossenbasis beginnt unter der Rückenflossenbasis oder unterhalb der Rückenflossenmitte. Die Bauchflossen stehen deutlich vor dem Ansatz der Rückenflosse. Auf der Maxillare stehen die Zähne in zwei Reihen. Der Gaumen ist bezahnt, die Zunge ist unbezahnt.

## Arten
Es gibt zwei Arten:
- Yarrella argenteola (Garman, 1899)
- Yarrella blackfordi Goode & Bean, 1896

## Systematik
Die Gattung Yarrella wurde 1896 durch die US-amerikanischen Ichthyologen George Brown Goode und Tarleton Hoffman Bean eingeführt und nach dem englischen Buchhändler und Naturforscher William Yarrell benannt. Sie wurde 1974 durch den US-amerikanischen Ichthyologen Stanley H. Weitzman in die Familie der Leuchtfische (Phosichthyidae) gestellt, für die jedoch keine morphologischen Apomorphien angegeben wurden und die sich in morphologischen Untersuchungen als Paraphylum herausgestellt hat. Yarrella wurde deshalb Anfang 2025 in die Familie Stomiidae verschoben.